# Романохутірська битва
Романохутірська битва — битва між військами Української Галицької Армії та Добровольчої армії білого руху генерала Денікіна.
Битва відбулася 20-22 жовтня 1919 року поблизу села Романів-Хутір і Хороша, закінчилась перемогою УГА. 

## Вшанування пам'яті
25 жовтня 2019 року у селі Хороша встановлено пам'ятний знак на честь цієї перемоги.